# Robert Goddard
Robert Hutchins Goddard (Worcester, Massachusetts, 5. listopada 1882. – Baltimore, Maryland, 10. kolovoza 1945.) je bio američki profesor, fizičar, matematičar i izumitelj, najpoznatiji po tome što je prvi napravio i testirao raketu na tekuće gorivo 1926. godine. Između 1926. i 1941. Goddard je sa svojim timom lansirao 34 rakete, a postigao je najveću visinu od 2,6 kilometara i brzinu od 885 km/h. Smatra se ocem moderne raketne tehnike.

## Ideja i realizacija
Za razliku od Konstantina Ciolkovskog, Robert Goddard je rakete dizajnirao, ali i izrađivao. Iako nije čuo za teorije Ciolkovskog, u svojim je istraživanjima ne samo došao do gotovo identičnih zaključaka, već ih je i dokazao. Premda su u početku ismijavane do točke da je proglašen i ludim, Goddard je danas znan kao "otac modernih raketa u SAD". Nakon što je 1920. New York Times na prvoj stranici objavio veliki članak kako rakete neće nikada letjeti, povukao se iz javnosti. Slijedio je trijumfalni povratak 1926. godine, nakon što je prvi u povijesti lansirao raketu pogonjenu tekućim gorivom. U godinama koje su slijedile patentirao je preko 200 izuma vezanih za raketnu tehnologiju, ponovio uspješno lansiranje rakete, ali i konstruirao prvi avion na raketni pogon. Njegovi rezultati inspirirali su "The Rocket Into Interplanetary Space", knjigu Hermanna Obertha koja je i zadnje skeptike uvjerila da rakete i njihove mogućnosti treba shvatiti ozbiljno. Njegov učenik, Wernher von Braun poklonio je knjigu Hitleru, koji se oduševio njom, označivši tako početak njemačkog raketnog programa. On je rezultirao stvaranjem V-1 i V-2 raketa, prvih raketa koje su mogle doseći svemir.

## Život i rad
Robert Goddard je prvih sedam godina života proveo je u Bostonu, a onda se zajedno s roditeljima vratio u Worcester. Još u ranoj fazi svog života bio je inspiriran djelima znanstvene fantastike, posebno djelima "Rat svjetova", H. G. Wellsa i "Put na Mjesec", Julesa Vernea. Godine 1902., za vrijeme pohađanja srednje škole u Worcesteru, objavio je u časopisu "Popular Science News" članke o mogućnostima rakete za putovanja svemirom, te o primjeni višestupanjskih raketa u te svrhe. Godine 1908. diplomirao je na Politehničkom institutu u Worcesteru i potom upisao poslijediplomski studij na sveučilištu Clark u Worcesteru, gdje je 1911. obranio doktorat iz fizike. Na istom sveučilištu počeo je predavati 1914., a 1923. postavljen je za direktora fizičkog laboratorija.

### Razvoj raketa
Tijekom poslijediplomskog studija, 1909., Goddard je počeo praviti detaljne izračune vezane uz raketne motore na tekuće i kruto gorivo, te (neovisno o Ciolkovskom) teoretizirao da bi kombinacija tekućeg vodika i tekućeg kisika bila (sa stajališta učinkovitosti) idealno pogonsko gorivo. Svi aparati, koji su u to vrijeme nazivani raketom, imali su pogon na kruto gorivo. Godine 1912., kada je na sveučilištu Princeton počeo predavati eksperimentalnu fiziku, uzeo je po prvi put raketu u ruku. Bila je to jedna od englesko-američkih raketa za spašavanje brodova, kojim se uže za spašavanje izbacivalo na nasukane brodove. Radilo se o posve običnoj barutnoj raketi i Goddard je uskoro otkrio da je iskorišteno samo 3 % energije njezina punjenja. Glavni uzrok tome bila je nedovoljno savršena konstrukcija mlaznice i vanjskog oblika rakete, pa se Goddard počeo vrlo pomno baviti njihovim usavršavanjem.
Istraživao je i 1912. matematički dokazao praktičnost primjene korištenja raketnog pogona za dosezanje velikih visina, praktički do Mjeseca. Dokazao je i da će raketa djelovati i u vakuumu iako nema zraka uz pomoć kojeg bi se "odgurivala".
Oko 1914. počeo je u blizini Worcestera lansirati svoje prve testne rakete na kruto gorivo i iste je godine zaštitio svoja dva patenta, za raketu na tekuće gorivo i dvostupanjske i trostupanjske rakete na kruto gorivo. Dvije godine kasnije, 1916. dobio je potporu Smithsonian fondacije. Kada se 1917. SAD uključio u Prvi svjetski rat, Goddard je otišao raditi rakete za vojsku, koje međutim nisu upotrijebljene, jer je rat uskoro završio. Do 1918. uspio je usavršiti mlaznice (De Lavalova mlaznica) čak toliko da je brzina izbijanja mlaza ispušnih plinova dostigla brzinu od 2400 m/s, dok je teoretska brzina koja se tim gorivom uopće mogla postići bila 2500 m/s. Pogonsko gorivo se zapalilo kao i obično, u djeliću sekunde stvorio se debeli tamni oblak dima, a zatim se umjesto uobičajenog titravog plamena pojavio pravi vatreni šiljati mlaz, koji je glasno zviždao. Na prvi se pogled (po boji) vidjelo da je temperatura izgaranja mnogo viša nego obično. Goddard je nakon toga razmišljao i o ubacivanju prikladnih obroka goriva u malu komoru izgaranja (po principu mitraljeza), umjesto klasičnog pristupa gdje je čitava spremnica ujedno i komora izgaranja.

### Prva raketa na tekuće gorivo
Granice usavršavanja barutne rakete time su bile dostignute. Goddard je 1919. objavio rad pod naslovom "Metoda dostizanja velikih visina", koja je sadržavala detaljan opis većine njegovih istraživanja, no razmatrala je i mogućnosti konkretnog svemirskog leta, posebice odašiljanja rakete na Mjesec, što je privuklo veliki interes javnosti. Od 1920. obavljao je pokuse samo s tekućim gorivima. Na samom početku, osnovni problem sastojao se u odabiru prikladnih tekućina. Bilo je poznato, da vodik i kisik predstavljaju mješavinu najbogatiju energijom, no u praksi tehnike raketnog leta nameću brojne probleme. Neko vrijeme razmišljao je o tome, ne bi li bilo moguće upotrijebiti kisik i metan, a konačno je zbog praktičnih razloga prešao na kombinaciju tekućeg kisika i benzina, koji su se mogli relativno lako nabaviti i čuvati u termos bocama. Nakon odabira prikladnog goriva, trebalo je proračunati, izraditi, testirati i usavršiti brojne druge komplicirane dijelove (pumpe, ventile, štrcaljke, uređaje za reguliranje, itd.), jer se tekuće gorivo, za razliku od krutog, treba postupno dovoditi i miješati u komori izgaranja.
Dana 16. ožujka 1926. lansirao je Goddard u okolici Auburna službeno prvu svjetsku raketu na tekuće gorivo. Iako plod naporna rada, bio je to skroman događaj. Uređaj koji je vrlo malo nalikovao današnjim raketama, letio je samo 2,5 sekunde brzinom oko 100 km/h (60 mph) i dostigao visinu od 12,5 m (41 ft), no bio je to tek početak veličanstvenog razvoja. Testiranja su nastavljena sve do ljeta 1929., kada je kod četvrtog, do tada najpotpunijeg lansiranja sa znanstvenim instrumentima (termometar, barometar, fotoaparat), raketa bila toliko bučna i sjajna da su mnogi očevici smatrali da se radi o nesreći zrakoplova. Lokalna vatrogasna služba zbog toga je zabranila daljnja testiranja u Auburnu, pa se Goddard u prosincu 1929., uz dozvolu vojske, nakratko preselio u Camp Devens, topnički poligon udaljen oko 40 kilometara od Worcestera.

### Početak raketnog doba
Uz zalaganje legendarnog pilota Charlesa Lindbergha, koji je izuzetno cijenio Goddardov rad, 1930. Guggenheimova mu je zaklada za nastavak istraživanja donirala iz fonda za promociju aeronautike 50 000 američkih dolara, a manji je iznos donirala i Carnegie zaklada za izgradnju testne infrastrukture. Sada se Goddard mogao potpunije posvetiti testiranju i lansiranju raketa, te je na Mescalero ranču, u polupustinjskom području blizu Roswella u Novom Meksiku (kasnije poznatom kao "White Sands Proving Ground") podignuo novu radionicu. Već krajem 1930. lansirao je ovdje svoju prvu veliku raketu (duljine 3 m), koja se uzdigla na visinu 600 metara. Ta se raketa dosta kolebala u letu, pa je nastavio s istraživanjima problema stabilizacije. Pomoću žiroskopa. riješio ga je u proljeće 1932. godine. Njegova tehnička rješenja su iskoristili njemački znanstvenici koji su na temelju toga projektirali balističku raketu V-2.
Zbog velike američke gospodarske krize, zaklada Guggenheim prekinula je donacije 1932. godine, pa je Goddard bio prisiljen vratiti se na sveučilište Clark i tamo uz pomoć donacija Smithsonian zaklade obavljati skromnija statička testiranja. 1933. godine obnovljena Guggenheimova zaklada nastavlja mu pružati financijsku pomoć, pa se vraća u Novi Meksiko. Tako je 1935., iznad Moscalera ponovno poletjela nova velika raketa, dostigavši visinu 2200 metara. Goddard je nastavio s testiranjima sve do početka Drugog svjetskog rata, kada se u Marylandu uključio u testiranje vojnih raketa za pomoć zrakoplovima pri uzlijetanju (JATO). U Drugom svjetskom ratu, Goddard se ponovo ponudio na raspolaganje američkoj mornarici za pomoć u razvoju praktičnog mlaznog pomoćnog pogona za uzlijetanje i raketnih motora na tekuće gorivo s promjenljivim potiskom. U oba područja je briljirao. Umro je 10. kolovoza 1945., četiri dana nakon što je bačena prva atomska bomba na Japan.

## Priznanja
Američka je Vlada Goddardu odala priznanje tek nakon njegove smrti i objave zbirke njegovih radova 1948., pa je između ostalog, 1. svibnja 1959. godine, NASA po njemu nazvala svoj Goddard Space Centre u Greenbeltu u Marylandu.
Njemu u čast krater na Mjesecu nazvan je njegovim imenom.

## Poznati citati
“Teško je reći što je nemoguće, jer snovi jučerašnjice su nada današnjice i stvarnost sutrašnjice.”

“Svaka ideja je šala sve dok je netko ne ostvari, a tada postaje svakodnevna stvar.”